# Arizona (Schiff, 1916)
Die USS Arizona war ein amerikanisches Schlachtschiff der Pennsylvania-Klasse und galt als eines der kampfstärksten Schiffe ihrer Zeit. Sie wurde am 17. Oktober 1916 in Dienst gestellt und am 7. Dezember 1941 beim japanischen Angriff auf Pearl Harbor zerstört. Das Wrack der Arizona ist als Kern des USS Arizona Memorials am Ort des Untergangs erhalten.

## Dienstzeit
Die Arizona, benannt nach dem 48. US-Bundesstaat der USA, wurde am 16. März 1914 in Anwesenheit des damals noch Stellvertretenden Marineministers Franklin D. Roosevelt auf Kiel gelegt, am 19. Juni vom Stapel gelassen und am 17. Oktober 1916 in Dienst gestellt. Die Arizona verließ New York am 16. November 1916 zur Probefahrt vor Virginia Capes und Newport und fuhr von dort nach Guantanamo Bay, Kuba. Am 16. Dezember kehrte sie nach Norfolk zurück, um Geschützübungen durchzuführen. Anschließend begab sich die Arizona nach New York zurück. Am 3. April 1917 verließ das Schiff die Werft in Richtung Norfolk, wo es am folgenden Tag der Battleship Division 8 unterstellt wurde.

### Erster Weltkrieg
Während des Ersten Weltkriegs diente die Arizona in erster Linie als Geleit- und Patrouillenschiff, das die sichere Durchfahrt von Konvois mit Truppen und Versorgungsgütern über den Atlantik gewährleistete. Diese Aufgabe war von entscheidender Bedeutung für die Unterstützung der alliierten Kriegsanstrengungen durch die Aufrechterhaltung des Flusses von Männern und Ressourcen. Das Schiff nahm auch an Trainingsübungen mit anderen Schiffen der US-Marine teil, um die Einsatzbereitschaft und die Koordination zu verbessern. Es blieb aber während des Krieges an der US-Ostküste stationiert, da es in Europa nicht genug Treibstoff für die mit Öl geheizten Kessel gab.
Am 13. Dezember 1918 geleitete die Arizona zusammen mit neun Schlachtschiffen und achtundzwanzig Zerstörern Präsident Woodrow Wilson auf seiner Reise zur Pariser Friedenskonferenz nach Brest. Die Arizona verließ Frankreich am nächsten Tag und erreichte am 26. Dezember New York an. Zusammen mit vielen anderen Schiffen der kürzlich zurückgekehrten Flotte lag sie für die nächsten Wochen vor New York vor Anker und war für die Öffentlichkeit zugänglich.

### Zwischenkriegszeit
Am 22. Januar 1919 lief das Schlachtschiff dann nach Hampton Roads aus und kehrte am folgenden Tag zu seinem Stützpunkt in Norfolk zurück. Am 4. Februar 1919 brach die Arizona mit der Flotte nach Guantanamo Bay auf, wo sie vier Tage später eintraf. Nach Gefechtsübungen und Manövern nahm die Arizona am 17. März Kurs auf Trinidad, wo sie bei ihrer Ankunft am 22. März Port of Spain besuchte. Nach drei Tagen lief sie am 29. März Guantanamo Bay an und kehrte am 9. April nach Hampton Roads zurück. Dort angekommen, stach sie noch am selben Tag in See und setzte Kurs auf Brest. Am 21. April 1919 erreichte sie Frankreich. Am 3. Mai verließ das Schlachtschiff den Hafen von Brest in Richtung Türkei und traf acht Tage später im Hafen von Smyrna ein, um dort während der griechischen Besetzung des Hafens amerikanisches Leben zu schützen. Die Arizona bot einer Gruppe griechischer Staatsangehöriger vorübergehend Unterschlupf an Bord, während das Marinekommando des Kriegsschiffs das amerikanische Konsulat bewachte; eine Reihe amerikanischer Staatsangehöriger blieb ebenfalls an Bord der Arizona, bis die Bedingungen es ihnen erlaubten, an Land zurückzukehren.

Am 9. Juni verließ das Schiff Smyrna in Richtung Istanbul, wo es den Großkonsul der Vereinigten Staaten, Leland E. Morris, an Bord nahm, bevor es am 15. Juni nach New York weiterfuhr. Über Gibraltar erreichte die Arizona am 30. Juni ihr Ziel. Kurz darauf lief die Arizona zur Überholung in die New Yorker Marinewerft ein und verließ den Hafen am 6. Januar 1920, um sich der Battleship Division 7 für Winter- und Frühjahrsmanöver in der Karibik anzuschließen. Während dieser Zeit operierte sie von Guantanamo Bay aus und besuchte zudem Bridgetown auf den britischen Westindischen Inseln und Colon in der Kanalzone, bevor sie am 1. Mai 1920 in New York eintraf. Von New York aus operierte die Arizona am 17. Mai auf den Southern Drill Grounds und besuchte anschließend Norfolk und Annapolis, bevor sie am 25. Juni nach New York zurückkehrte. In den nächsten sechs Monaten operierte das Schiff von New York aus. In dieser Zeit erhielt es am 17. Juli 1920 die alphanumerische Rumpfbezeichnung BB-39 und wurde am 23. August zum Flaggschiff des Kommandanten der Battleship Division 7, Konteradmiral Edward V. Eberle. Am 4. Januar 1921 verließ die Arizona New York und begleitete die Flotte auf ihrem Weg nach Guantanamo Bay und in die Panamakanalzone. Am 19. Januar durchquerte die Arizona zum ersten Mal den Panamakanal und erreichte am nächsten Tag die Bucht von Panama.

Am 22. Januar machte sich die Flotte auf den Weg nach Callao, wo sie neun Tage später, am 31. Januar, zu einem sechstägigen Besuch eintraf. Während ihres Aufenthalts wurde die Arizona vom peruanischen Präsidenten inspiziert. Am 5. Februar 1921 lief die Arizona nach Balboa aus und traf am 14. Februar am Zielort ein. Am Tag nach Washingtons Geburtstag durchquerte sie erneut den Kanal und erreichte am 6. März Guantanamo Bay. Dort war sie bis zum 24. April 1921 im Einsatz, bevor sie sich über Hampton Roads in Richtung New York begab. Die Arizona erreichte New York am 29. April und blieb dort bis zum 15. Juni zur Überholung. Nach dem Abschluss der Arbeiten fuhr sie von dort nach Hampton Roads. Am 21. Juni lief sie mit Beobachtern der Armee und der Marine vor Cape Charles aus, um die experimentellen Bombenangriffe auf das ehemalige deutsche U-Boot U 117 zu verfolgen. Am 1. Juli nahm sie Kurs auf Panama und fuhr von dort am 9. Juli nach Peru. Am 22. Juli erreichte sie den Hafen von Callao, um an den Feierlichkeiten zum hundertjährigen Jubiläum der peruanischen Unabhängigkeit teilzunehmen.
Am 9. August wurde die Arizona zum Flaggschiff der Battleship Division 7 unter Konteradmiral Josiah S. McKean. Am folgenden Tag lief das Schlachtschiff nach San Diego aus, wo es am 21. August 1921 eintraf. In den nächsten 14 Jahren diente die Arizona abwechselnd als Flaggschiff für die Battleship Division 2, 9 und 4. Während dieser Zeit operierte die in San Pedro stationierte Arizona mit der Flotte vor der Küste Südkaliforniens oder in der Karibik, wenn sich die Flotte dort konzentrierte. Sie nahm an den jährlichen Manövern der Flotte (Fleet Problem) teil. Nach ihrer Teilnahme an Fleet Problem IX im Januar 1929 lief die Arizona am 7. Februar durch den Panamakanal in Richtung Guantanamo Bay, wo sie bis April operierte. Anschließend begab sie sich zur Norfolk Marinewerft, wo sie am 4. Mai 1929 einlief, um modernisiert zu werden. Nach dem Abschluss der Arbeiten wurde die Arizona am 1. März 1931 wieder in Dienst gestellt. Am 19. März 1931 stach die Arizona mit Präsident Herbert C. Hoover an Bord in Richtung Puerto Rico und der Jungferninseln in See. Nach ihrer Rückkehr am 29. März begab sie sich nach Rockland in Maine, wo nach ihrer Modernisierung Normierungsversuche durchgeführt wurden. Nach einem Besuch in Boston fuhr das Schlachtschiff nach Norfolk, von wo aus es am 1. August 1931 nach San Pedro aufbrach und der Battleship Division 3, Battle Force, zugeteilt wurde. In den folgenden zehn Jahren nahm die Arizona als Teil der Schlachtflotte an einer Reihe von Fleet Problems teil. Am 17. September 1938 wurde die Arizona zum Flaggschiff Battleship Division 1 unter Konteradmiral Chester W. Nimitz.

### Zweiter Weltkrieg
Am 27. Mai 1939 wurde Nimitz abkommandiert und von Konteradmiral Russell Willson abgelöst. Im Frühjahr 1940 nahm die Arizona an Fleet Problem XXI teil. Nach dessen Abschluss blieb die Arizona in hawaiianischen Gewässern und wurde in Pearl Harbor stationiert. Dort war sie bis zum Spätsommer im Einsatz, bevor sie am 30. September 1940 nach Long Beach zurückkehrte. Hier wurde sie bis ins folgende Jahr hinein in der Puget Sound Marinewerft einer weiteren Überholung unterzogen. Am 23. Januar 1941 löste Konteradmiral Isaac C. Kidd Konteradmiral Willson als Kommandeur der Battleship Division 1 ab. Die Arizona kehrte am 8. Juli 1941 nach Pearl Harbor zurück, um das intensive Training mit der Pazifikflotte wieder aufzunehmen. In den nächsten fünf Monaten wurden die Übungen und verschiedene Arten von Training und taktischen Übungen fortgesetzt. Am 27. Oktober 1941 wurde sie in der Marinewerft von Pearl Harbor einer kurzen Überholung unterzogen. In der Nacht zum 4. Dezember 1941 führte das Schiff eine nächtliche Schießübung durch. Anschließend kehrte es an seinen Liegeplatz F-7 zurück.

## Bombardement und Versenkung

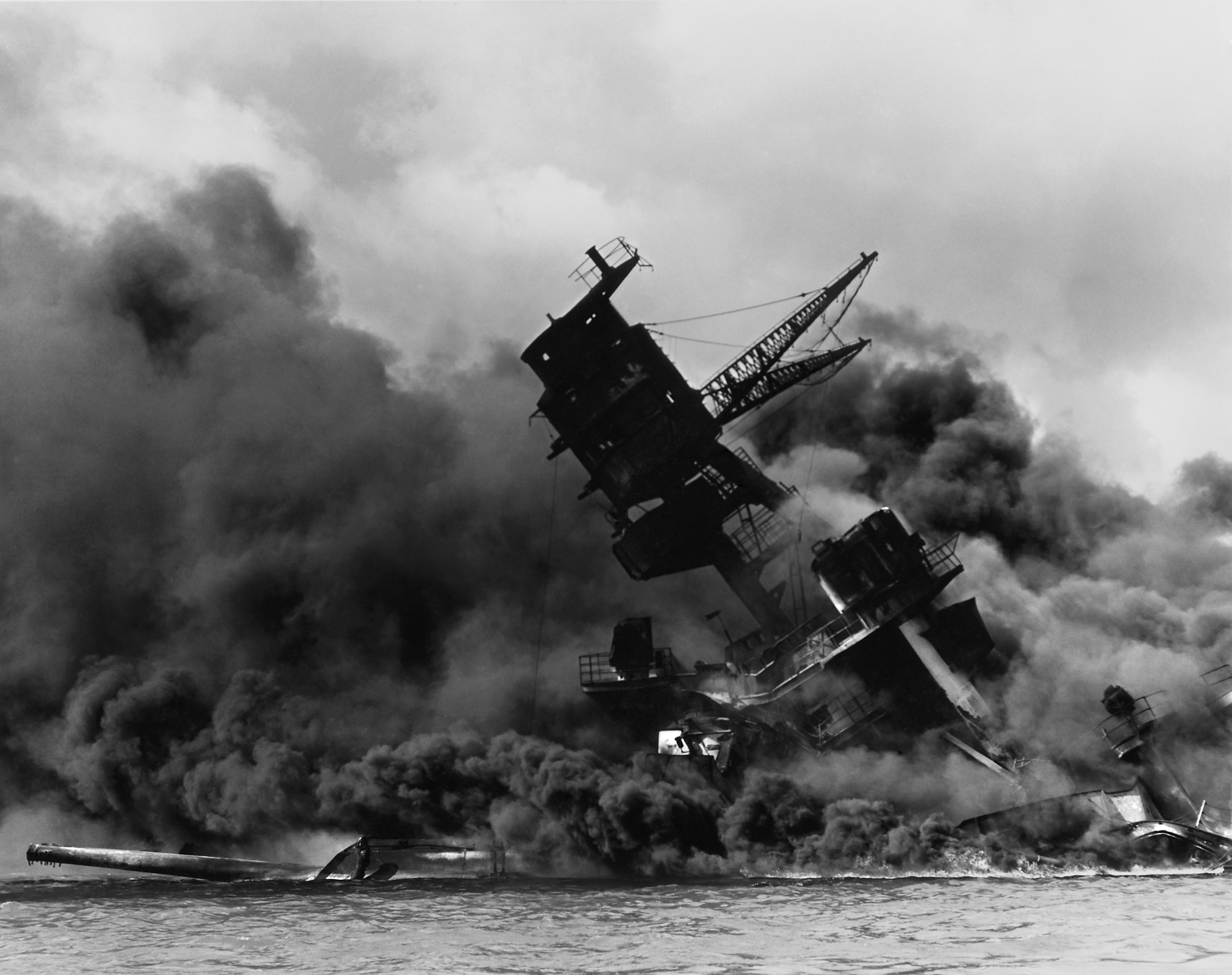
Die Arizona gesunken und brennend in Pearl Harbor

Am Morgen des 7. Dezember wurde die Arizona gegen 8:30 Uhr von Nakajima B5N2 Typ 97 angegriffen und von einer 800-kg-Bombe (vermutlich wurde die Bombe von Lt. Comdr. Kasumi Tadashi, einem Piloten des Flugzeugträgers Hiryu, abgeworfen) getroffen. Die Bombe durchschlug das obere gepanzerte Deck und explodierte im darunter liegenden Schwarzpulvermagazin, was wiederum benachbarte Magazine für rauchloses Pulver in Brand setzte. Aufgrund der massiven Zerstörung und der Tatsache, dass kein Wasser zum Löschen zur Verfügung stand, gab der Diensthabende Offizier Lt. Comdr. Samuel G. Fuqua den Befehl zum Verlassen des Schiffs. Bei der Explosion und dem anschließenden Untergang des Schiffes kamen von der 1.514 Mann zählenden Besatzung 1.177 ums Leben, darunter Konteradmiral Isaac C. Kidd und Kapitän Thomas L. Kirkpatrick.

## Gedenken

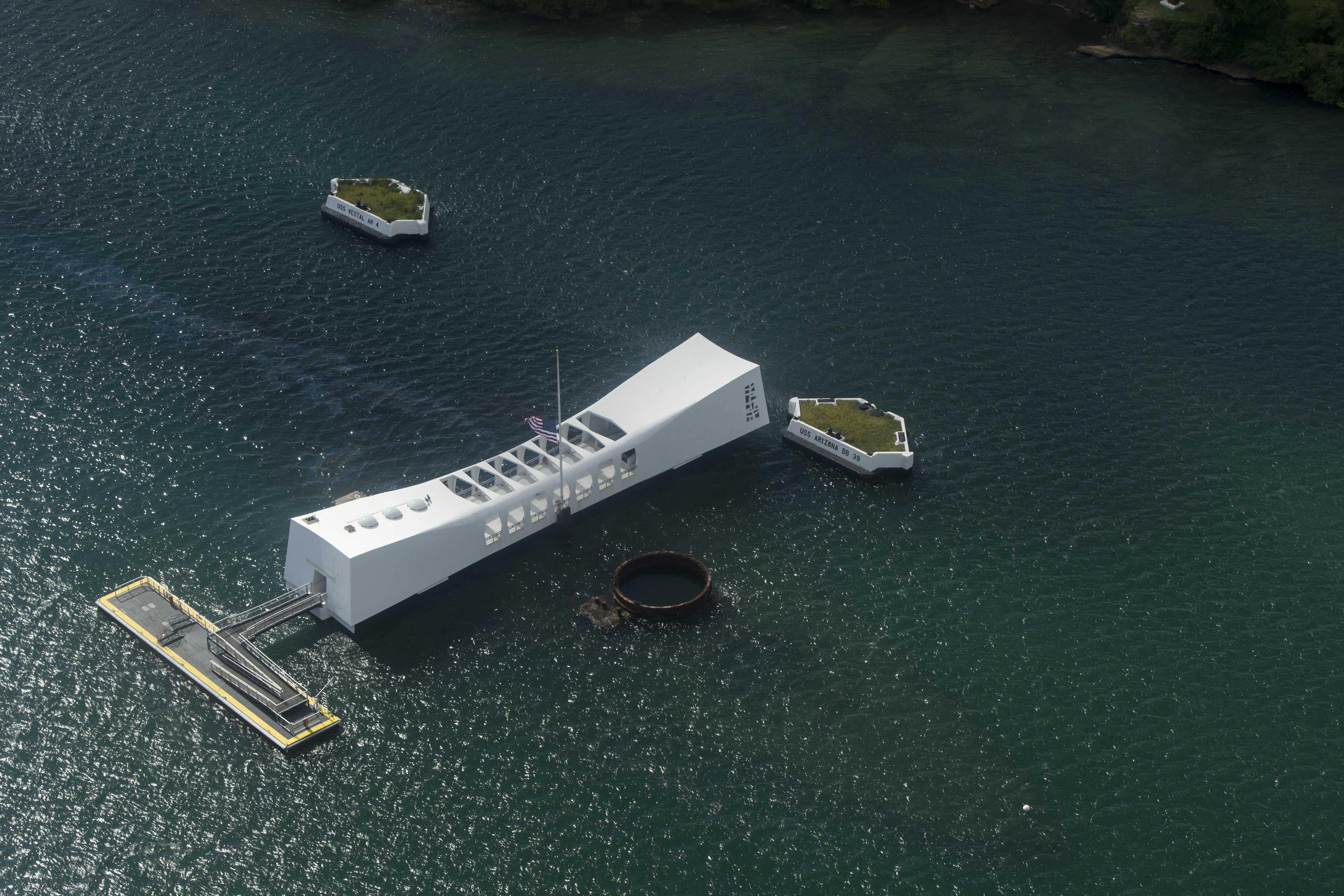
Arizona Memorial in Pearl Harbor

Die Arizona wurde am 29. Dezember 1941 als Kriegsgrab registriert und am 1. Dezember 1942 aus der Flottenliste gestrichen. Die Aufbauten wurden größtenteils entfernt und verschrottet. Die beiden achteren Geschütztürme wurden geborgen, dem Heer übergeben und in die Küstenartillerie in der Umgebung von Pearl Harbor integriert.
Quer über dem Wrack wurde 1962 ein aus Spendengeldern finanziertes, 56 Meter langes weißes Gebäude als Gedenkstätte errichtet, das USS Arizona Memorial des Architekten Alfred Preis aus Honolulu. Da das Wrack nur wenige Meter unter der Wasseroberfläche liegt (Position 21° 21′ 53,57″ N, 157° 56′ 59,92″ W), ist es auf Luftbild- und Satellitenaufnahmen deutlich zu erkennen. Bei normalem Wasserstand ragen zudem Teile der Geschützunterbauten und der verbliebenen Aufbautenstruktur aus dem Meer heraus. Seit dem 5. Mai 1989 ist das Wrack ein National Historic Landmark.
Am 28. Dezember 2016 gedachte mit Shinzō Abe erstmals ein japanischer Premier – zusammen mit dem unweit geborenen damaligen US-Präsidenten Barack Obama – der Toten im Zuge des japanischen Angriffs auf Pearl Harbor 1941 und legte Kränze an der Gedenkstätte nieder.

## Technik
Die Arizona hatte eine Gesamtlänge von 185,3 m, eine Breite von 29,6 m und einen Tiefgang von 8,80 m. Die Verdrängung lag zwischen 31.400 und 33.000 tn.l.

### Antrieb
Die Arizona war mit vier Parsonsturbinen ausgestattet, die jeweils eine Welle antrieben und insgesamt 34.000 Shp (25.007 kW) entwickelten, mit denen das Schiff eine Höchstgeschwindigkeit von 21 Knoten (39 km/h) erreichte. Der Dampf wurde von zwölf Babcock & Wilcox-Wasserrohrkesseln geliefert. Das Schiff konnte maximal 1.200 t Kohle mitführen, was ihm bei 10 Knoten (19 km/h) eine Reichweite von 8.000 Seemeilen ermöglichte. Die Besatzung des Schiffes bestand aus 915 Offizieren und Mannschaft.

### Panzerung
Die Arizona hatte einen Panzergürtel aus Krupp-Zementstahl. Er war insgesamt 5,30 hoch und erstreckte sich über eine Länge von 35 m von der vorderen bis zur hinteren Barbette. Mittschiffs war er 343 mm dick und verjüngte sich unter Wasser und an seinen Enden auf 203 mm. Zusammen mit 203 bis 330 mm starken Querschotten bildete er die gepanzerte Zitadelle. Die Geschütztürme waren zwischen 127 und 457 mm und die darunter liegenden Barbetten zwischen 114 und 330 mm stark gepanzert. Der Kommandoturm war rundherum mit 406 mm Panzerung geschützt und hatte ein 203 mm dickes Dach. Das Panzerdeck war 76 mm dick und erhöhte sich über der Ruderanlage auf 159 mm.